# Орден Почёта (Молдова)
Орден Почёта (рум. Ordinul Onoarei) — государственная награда Республики Молдова.

## Положение об ордене
Орденом Почёта награждают за вклад в укрепление государственности, проведение реформ и демократических преобразований, за заслуги в развитии дружбы и сотрудничества между Молдавией и другими странами, за миротворческую, благотворительную и спонсорскую деятельность.
Орден может быть вручен как коллективная награда учреждениям, организациям, воинским подразделениям.

## Описание знака ордена
Знак ордена изготавливается из томпака и представляет собой слегка выпуклую восьмиконечную позолоченную звезду, образованную пучками из пяти расходящихся граненых лучей. Над основной звездой расположена накладная звезда, образованная пучками из трех рельефных посеребренных лучей, средний из которых зернённый. В центре ордена на синем эмалевом фоне — рельефное позолоченное изображение Государственного герба Республики Молдова. Герб окаймлен венком из двух посеребренных пальмовых ветвей. Диаметр ордена — 45 мм. На оборотной стороне ордена имеется булавка для крепления ордена к одежде.

## Коллективные награждения
- Теоретический лицей Гео́рге Аса́ки (Кишинёв) (2010)[1]
- Теоретический лицей Михаила Березовского (Кишинёв) (2010)[1]
- Теоретический лицей Иона Крянгэ (Кишинёв) (2010)[1]
- Теоретический лицей Михая Эминеску (Кишинёв) (2010)[1]
- Теоретический лицей Спиру Харета (Кишинёв) (2010)[1]
- Теоретический лицей Михая Храброго (Кишинёв) (2010)[1]
- Академия экономического образования Молдавии (2011)[2]
- Теоретический лицей Святых Кирилла и Мефодия (Кишинёв) (2011)[3]
- Государственное предприятие «Охранные услуги» Министерства внутренних дел Республики Молдова (2012)[4]
- Теоретический лицей Михая Эминеску (Бельцы) (2013)[5]
- Республиканский теоретический лицей И. Крянгэ (Бельцы) (2016)[6]
- Департамент войск карабинеров Министерства внутренних дел Республики Молдова (2017)[7]
- Академия публичного управления (2018)[8]
- Гимназия им. Н. В. Гоголя города Бессарабка (2019)[9]
- Национальный музей этнографии и естественной истории (2019)[10]
- Национальная детская библиотека им. Иона Крянгэ (2019)[11]
- Городская клиническая больница «Святой Архангел Михаил» (Кишинёв, 2019)[12]
- Теоретический лицей со спортивным профилем «Gloria» (Кишинёв, 2020)[13]
- Республиканский лицей со спортивным профилем (Кишинёв) (2022)[14]
- Театр «Genesa Art» (2025)[15]
- Еврейский культурный центр «КЕДЕМ» (2025)[16]